# Tekniska fakulteten vid Åbo Akademi
Tekniska fakulteten vid Åbo Akademi (TkF) är Åbo Akademis fakultet för teknik. Teknisk utbildning vid Åbo Akademi omformades då utbildningar från 3 olika fakulteter sammanfördes för att 1.1.2006 bilda den Tekniska fakulteten vid Åbo Akademi.

## Utbildningar
Fakulteten har omkring 1 200 studenter, 25 professurer, drygt 200 lärare och forskare.
Vid fakulteten finns fyra utbildningsområden. Studierna leder till diplomingenjörsexamen eller magisterexamen.
- Diplomingenjörsexamen
  - Det utbildas diplomingenjörer inom ramen för två utbildningsprogram, utbildningsprogrammet i processteknik samt utbildningsprogrammet i datateknik.
- Filosofie magisterexamen
  - Inom huvudämnet datavetenskap kan man avlägga kandidat i naturvetenskaper samt filosofie magisterexamen.
- Ekonomie magisterexamen
  - Inom huvudämnet informationssystem kan man avlägga ekonomie kandidat- och ekonomie magisterexamen.

## Organisation
Fakulteten är indelad i två avdelningar som i sin tur är indelade i huvudämnen, utbildningsprogram eller laboratorier.
- Avdelningen för informationsteknologi
  - Utbildningsprogram i högeffektiva datorberäkningar
  - Utbildningsprogram i inbyggda datorsystem
  - Utbildningsprogram i industriell systemteknik
  - Huvudämnet datavetenskap
  - Huvudämnet informationssystem
  - Utbildningsprogram i Programvaruproduktion
- Kemisk-tekniska avdelningen
  - Laboratoriet för analytisk kemi
  - Laboratoriet för anläggningsteknik
  - Laboratoriet för fiber- och cellulosateknologi
  - Laboratoriet för industriell ekonomi
  - Laboratoriet för oorganisk kemi
  - Laboratoriet för pappersförädling
  - Laboratoriet för reglerteknik
  - Laboratoriet för teknisk kemi
  - Laboratoriet för teknisk polymerkemi
  - Laboratoriet för trä- och papperskemi
  - Laboratoriet för värmeteknik

## Studentföreningar
- Kemistklubben vid Åbo Akademi - är fakultetsförening, driven av studerande.
- Infå vid Åbo Akademi - ämnar sammanföra personer inom det informationsteknologiska utbildningsområdet vid Åbo Akademi.
- Datateknologerna vid Åbo Akademi - för datateknik studerande, samt övrig tekniskt inriktade utbildningslinjer i databehandling.